# Record dei campionati africani di nuoto
La seguente è una lista dei tempi più veloci mai nuotati nelle varie edizioni dei Campionati africani di nuoto, manifestazione organizzata dalla CANA. Le competizioni si svolgono sempre in vasca lunga (50 m).
(Dati aggiornati all'edizione di Tunisi 2022)

## Vasca lunga (50m)

### Uomini
| Gara                     | Tempo    | + | Atleta                                                                                             | Nazionalità | Data              | Edizione | Luogo                   | Ref   |
| ------------------------ | -------- | - | -------------------------------------------------------------------------------------------------- | ----------- | ----------------- | -------- | ----------------------- | ----- |
| Stile libero             |          |   | |             |                   |          |                         |       |
| 50 m                     | 22"39    |   | Oussama Sahnoune                                                                                   | Algeria     | 22 ottobre 2016   | XII      | Bloemfontein, Sudafrica | [ 1 ] |
| 100 m                    | 49"39    |   | Mohamed Samy                                                                                       | Egitto      | 12 settembre 2018 | XIII     | Algeri, Algeria         |       |
| 200 m                    | 1'49"62  |   | Mohamed Samy                                                                                       | Egitto      | 12 settembre 2018 | XIII     | Algeri, Algeria         |       |
| 400 m                    | 3'51"12  |   | Marwan El-Kamash                                                                                   | Egitto      | 13 settembre 2018 | XIII     | Algeri, Algeria         |       |
| 800 m                    | 8'02"37  |   | Marwan El-Kamash                                                                                   | Egitto      | 11 settembre 2018 | XIII     | Algeri, Algeria         |       |
| 1500 m                   | 15'26"40 |   | Marwan El-Kamash                                                                                   | Egitto      | 13 settembre 2018 | XIII     | Algeri, Algeria         |       |
| Dorso                    |          |   | |             |                   |          |                         |       |
| 50 m                     | 25"34    |   | Mohamed Samy                                                                                       | Egitto      | 13 ottobre 2021   | XIV      | Accra, Ghana            |       |
| 100 m                    | 55"31    |   | Abdellah Ardjoune                                                                                  | Algeria     | 23 agosto 2022    | XV       | Tunisi, Tunisia         |       |
| 200 m                    | 2'00"54  |   | Martin Binedell                                                                                    | Sudafrica   | 13 ottobre 2021   | XIV      | Accra, Ghana            |       |
| Rana                     |          |   | |             |                   |          |                         |       |
| 50 m                     | 27"95    | h | Youssef El-Kamash                                                                                  | Sudafrica   | 11 settembre 2018 | XIII     | Algeri, Algeria         |       |
| 100 m                    | 1'01"18  |   | Jaouad Syoud                                                                                       | Algeria     | 21 agosto 2022    | XV       | Tunisi, Tunisia         |       |
| 200 m                    | 2'13"37  |   | Jaouad Syoud                                                                                       | Algeria     | 22 agosto 2022    | XV       | Tunisi, Tunisia         |       |
| Farfalla                 |          |   | |             |                   |          |                         |       |
| 50 m                     | 23"50    |   | Jason Dunford                                                                                      | Kenya       | 3 dicembre 2008   | IX       | Johannesburg, Sudafrica |       |
| 100 m                    | 52"49    |   | Jason Dunford                                                                                      | Kenya       | 7 dicembre 2008   | IX       | Johannesburg, Sudafrica |       |
| 200 m                    | 1'58"98  |   | Jaouad Syoud                                                                                       | Algeria     | 20 agosto 2022    | XV       | Tunisi, Tunisia         |       |
| Misti                    |          |   | |             |                   |          |                         |       |
| 200 m                    | 2'00"05  |   | Jaouad Syoud                                                                                       | Algeria     | 24 agosto 2022    | XV       | Tunisi, Tunisia         |       |
| 400 m                    | 4'21"06  |   | Jay-Cee Thomson                                                                                    | Sudafrica   | 19 settembre 2010 | X        | Casablanca, Marocco     | [ 2 ] |
| Staffette a stile libero |          |   | |             |                   |          |                         |       |
| 4×100 m                  | 3'22"76  |   | Yassin Hossam (50"32) Marwan El-Kamash Ali Khalafalla Mohamed Samy                                 | Egitto      | ottobre 2021      | XIV      | Accra, Ghana            |       |
| 4×200 m                  | 7'29"21  |   | Marwan El-Amrawy (1'51"24) Marwan El-Kamash (1'49"81) Ahmed Hamdy (1'53"20) Mohamed Sam (1'53"85)  | Egitto      | 12 settembre 2018 | XIII     | Algeri, Algeria         |       |
| Staffetta mista          |          |   | |             |                   |          |                         |       |
| 4x100 m                  | 3'43"53  |   | Youssef Abdalla Said (56"45) Youssef Elkamash (1'02"14) Ali Khalafalla (53"84) Mohamed Sam (49"27) | Egitto      | 16 ottobre 2021   | XIV      | Accra, Ghana            |       |

Legenda:  - Record del mondo;  - Record africano

Record non ottenuti in finale: (b) - batteria; (sf) - semifinale; (s) - staffetta prima frazione.

### Donne
| Gara                     | Tempo    | + | Atleta                                                                                           | Nazionalità | Data              | Edizione | Luogo                   | Ref   |
| ------------------------ | -------- | - | ------------------------------------------------------------------------------------------------ | ----------- | ----------------- | -------- | ----------------------- | ----- |
| Stile libero             |          |   |                                                                                                  |             |                   |          |                         |       |
| 50 m                     | 25"11    |   | Farida Osman                                                                                     | Egitto      | 14 settembre 2018 | XIII     | Algeri, Algeria         |       |
| 100 m                    | 54"79    |   | Erin Gallagher                                                                                   | Sudafrica   | 10 settembre 2018 | XIII     | Algeri, Algeria         |       |
| 200 m                    | 2'01"92  |   | Leone Vorster                                                                                    | Sudafrica   | 12 settembre 2006 | VIII     | Dakar, Senegal          |       |
| 400 m                    | 4'14"23  |   | Melissa Corfe                                                                                    | Sudafrica   | 7 maggio 2004     | VII      | Casablanca, Marocco     |       |
| 800 m                    | 8'50"45  |   | Michelle Weber                                                                                   | Sudafrica   | 14 settembre 2012 | XI       | Nairobi, Kenya          | [ 3 ] |
| 1500 m                   | 16'46"46 |   | Michelle Weber                                                                                   | Sudafrica   | 14 settembre 2012 | XI       | Nairobi, Kenya          | [ 3 ] |
| Dorso                    |          |   |                                                                                                  |             |                   |          |                         |       |
| 50 m                     | 29"04    |   | Erin Gallagher                                                                                   | Sudafrica   | 10 settembre 2018 | XIII     | Algeri, Algeria         |       |
| 100 m                    | 1'02"32  |   | Chanelle Van Wyk                                                                                 | Sudafrica   | 16 settembre 2010 | X        | Casablanca, Marocco     | [ 4 ] |
| 200 m                    | 2'14"33  |   | Mariella Venter                                                                                  | Sudafrica   | 22 ottobre 2016   | XII      | Bloemfontein, Sudafrica | [ 5 ] |
| Rana                     |          |   |                                                                                                  |             |                   |          |                         |       |
| 50 m                     | 31"99    |   | Lara van Niekerk                                                                                 | Sudafrica   | 12 settembre 2018 | XIII     | Algeri, Algeria         |       |
| 100 m                    | 1'10"81  |   | Emily Visagiei                                                                                   | Sudafrica   | 15 ottobre 2021   | XIV      | Accra, Ghana            |       |
| 200 m                    | 2'32"16  |   | Sara Lajnef                                                                                      | Tunisia     | 14 settembre 2010 | X        | Casablanca, Marocco     | [ 6 ] |
| Farfalla                 |          |   |                                                                                                  |             |                   |          |                         |       |
| 50 m                     | 26"16    |   | Farida Osman                                                                                     | Egitto      | 11 settembre 2018 | XIII     | Algeri, Algeria         |       |
| 100 m                    | 59"03    |   | Farida Osman                                                                                     | Egitto      | 13 settembre 2018 | XIII     | Algeri, Algeria         |       |
| 200 m                    | 2'11"97  |   | Mandy Loots                                                                                      | Sudafrica   | 19 settembre 2010 | X        | Casablanca, Marocco     | [ 7 ] |
| Misti                    |          |   |                                                                                                  |             |                   |          |                         |       |
| 200 m                    | 2'15"45  |   | Rebecca Meder                                                                                    | Sudafrica   | 15 ottobre 2021   | XIV      | Accra, Ghana            |       |
| 400 m                    | 4'45"76  |   | Kathryn Meaklim                                                                                  | Sudafrica   | 14 settembre 2010 | X        | Casablanca, Marocco     | [ 6 ] |
| Staffette a stile libero |          |   |                                                                                                  |             |                   |          |                         |       |
| 4x100 m                  | 3'49"91  |   | Inge Weidemann (57"52) Caitlin De Lange (58"94) Hannah Robertson (56"98) Rebecca Med (56"47)     | Sudafrica   | 13 ottobre 2021   | XIV      | Accra, Ghana            |       |
| 4×200 m                  | 8'26"35  |   | Hannah Robertson Leigh McMorran Christin Mundell Rebecca Meder                                   | Sudafrica   | 13 ottobre 2021   | XIV      | Accra, Ghana            |       |
| Staffetta mista          |          |   |                                                                                                  |             |                   |          |                         |       |
| 4x100 m                  | 4'09"53  |   | Chanelle Van Wyk (1'02"94) Kathryn Meaklim (1'11"51) Vanessa Mohr (59"51) Karin Prinsloo (55"57) | Sudafrica   | 18 settembre 2010 | X        | Casablanca, Marocco     | [ 8 ] |

Legenda:  - Record del mondo;  - Record africano

Record non ottenuti in finale: (b) - batteria; (sf) - semifinale; (s) - staffetta prima frazione.

### Mista
| Gara                     | Tempo   | + | Atleta                                                                                          | Nazionalità | Data              | Edizione | Luogo           | Ref |
| ------------------------ | ------- | - | ----------------------------------------------------------------------------------------------- | ----------- | ----------------- | -------- | --------------- | --- |
| Staffetta a stile libero |         |   |                                                                                                 |             |                   |          |                 |     |
| 4×100 m                  | 3'34"02 |   | Andrew Ross (51"04) Inge Weidemann (57"29) Rebecca Meder (56"25) Guy Brooks (49"44)             | Sudafrica   | 12 ottobre 2021   | XIV      | Accra, Ghana    |     |
| Staffetta mista          |         |   |                                                                                                 |             |                   |          |                 |     |
| 4×100 m                  | 3'55"88 |   | Samiha Mohsen (1'04"65) Youssef El-Kamash (1'01"45) Farida Osman (1'00"31) Mohamed Samy (49"47) | Sudafrica   | 12 settembre 2018 | XIII     | Algeri, Algeria |     |

Legenda:  - Record del mondo;  - Record africano

Record non ottenuti in finale: (b) - batteria; (sf) - semifinale; (s) - staffetta prima frazione.